# Thọ Ân Cố Luân Công chúa
Cố Luân Thọ Ân Công chúa (chữ Hán: 固伦寿恩公主, 19 tháng 8, năm 1831 - 15 tháng 5, năm 1859), chính xác là Thọ Ân Cố Luân Công chúa (寿恩固伦公主), là Hoàng nữ thứ 6 của Thanh Tuyên Tông Đạo Quang Đế.

## Cuộc đời
Cố Luân Thọ Ân Công chúa không rõ tên thật, được sinh vào ngày 12 tháng  7 (âm lịch) năm Đạo Quang thứ 11 (1831), mẹ của bà là Hiếu Tĩnh Thành Hoàng hậu Bát Nhĩ Tế Cát Đặc thị, lúc này đang là Tĩnh phi.
Năm Đạo Quang thứ 24 (1844), Đạo Quang Đế ra quy định rằng về sau khi xưng hô Công chúa, phong hiệu viết ở đằng trước, mà "Cố Luân" cùng "Hòa Thạc" đều viết ở sau và chỉ ngay trước hai chữ Công chúa, tức [Mỗ mỗ Cố Luân Công chúa; 某某固伦公主] và [Mỗ mỗ Hòa Thạc Công chúa; 某某和硕公主].
Năm Đạo Quang thứ 25 (1845), Hoàng lục nữ được chỉ định hạ giá lấy Cảnh Thọ. Ngạch phò xuất thân Mãn Châu Tương Hoàng kỳ, thuộc gia tộc Sa Tế Phú Sát thị danh giá, là hậu duệ của Nhất đẳng công Phó Văn (傅文), con trai thứ 4 của Sát Cáp Nhĩ Tổng quản Lý Vinh Bảo, tức là anh em với Hiếu Hiền Thuần Hoàng hậu của Càn Long Đế.
Hoàng lục nữ được Đạo Quang Đế gia ân, ban hiệu Thọ Ân, sách hiệu làm làm Cố Luân Công chúa (固伦公主) là con gái Hoàng hậu mà không phải Hòa Thạc Công chúa (和硕公主) vốn là con gái của phi tần. Do quy định mới về phong hiệu vào năm Đạo Quang thứ 24, Thọ Ân được gọi là [Thọ Ân Cố Luân Công chúa]. Tài sản của Thọ Ân Công chúa nếu trừ bỏ phủ đệ và 12000 lượng bạc là của hồi môn, còn có 1 hiệu cầm đồ, địa tô mỗi năm 1200 lượng bạc. Ngoài ra mỗi năm còn có ân thưởng 1000 lượng bạc, sau được tăng lên 1500 lượng bạc.
Năm Hàm Phong thứ 9 (1859), Thọ Ân Công chúa qua đời, hưởng dương 28 tuổi. Cố Luân Ngạch phò Cảnh Thọ có thể tiếp tục sử dụng phủ đệ của Công chúa để sinh sống.